# 노원구
노원구(蘆原區)는 대한민국 서울특별시 북동부에 위치한 자치구다(1988년 도봉구에서 분리). 서쪽으로는 도봉구, 남쪽으로는 중랑구와 성북구, 동쪽으로는 경기도 구리시와 남양주시, 북쪽으로는 경기도 의정부시와 접한다. 도봉구에서 분구될 때, 옛 행정구역 명칭인 양주군 노원면에서 구명을 따왔다.

## 역사
노원구에 속하는 모든 법정동인 월계동, 공릉동, 하계동, 중계동, 상계동은 각각 조선 초까지는 경기도 양주목 노원면에 속했으며, 1914년 경기도 양주군 노해면 관할이 되었다. 1963년 성북구에 편입되었고, 1973년 도봉구를 거쳐 1988년 노원구가 신설되면서 이에 편입되었다.
- 1988년 1월 1일 도봉구 중 도봉동·상계동·하계동·중계동·월계동·공릉동·창동을 관할로 노원구가 분리·설치되었다.[4] (16행정동 7법정동)
- 1988년 7월 1일 월계1동을 월계1동, 월계3동으로, 상계2동을 상계2동, 상계6동, 상계7동으로 분동하였다. (19행정동)
- 1989년 1월 1일 창동, 도봉동이 도봉구로 재편입되었다.[5] (14행정동 5법정동)
- 1989년 6월 1일 상계8동을 신설하였다.[6] (15행정동)
- 1989년 9월 1일 하계2동, 중계2동, 상계9동, 상계10동을 신설하였다.[7] (19행정동)
- 1991년 9월 1일 중계3동을 신설하였다.[8] (20행정동)
- 1992년 7월 1일 중계1동을 중계본동, 중계1동, 중계4동으로 분동하였다.[9] (22행정동)
- 1994년 11월 1일 월계2동을 월계2동, 월계4동으로 분동하였다.[10] (23행정동)
- 1995년 9월 20일 여권과를 신설하였다.[11]
- 1996년 10월 1일 공릉1동을 공릉1동, 공릉3동으로 분동하였다.[12] (24행정동)
- 2008년 1월 1일 공릉1동과 공릉3동을 공릉1·3동으로, 상계3동과 상계4동을 상계3·4동으로, 상계6동과 상계7동을 상계6·7동으로 합동하였다.[13] (21행정동)
- 2009년 1월 1일 월계4동을 말소하고, 중계2동과 중계3동을 중계2·3동으로 합동하였다.[14] (19행정동)
- 2011년 6월 23일 공릉1·3동을 공릉1동으로 개칭하였다.[15]

## 지명
노원이라는 지명의 유래는 두 가지 설이 있다. 옛날에는 갈대(蘆)만 무성해서 행인들이 불편을 겪어 여관인 원(院)을 설치했는데 여기에서 유래했다는 설도 있으며, 단순히 갈대(蘆)가 많은 들판(原)에서 유래했다는 설도 있다.

## 행정 구역

행정구역도

노원구의 행정 구역은 5개의 법정동과 이것을 관리하는 19개의 행정동으로 구성되어 있다. 노원구의 면적은 35.44km2로 서울시 전체 면적의 5.85%를 차지한다. 인구는 2019년 12월 31일을 기준으로 532,905명이다.
| 행정동    | 한자      | 면적 (km2) | 인구 (명) |
| --------- | --------- | ---------- | --------- |
| 월계1동   | 月溪1洞   | 1.16       | 23,200    |
| 월계2동   | 月溪2洞   | 1.94       | 27,140    |
| 월계3동   | 月溪3洞   | 1.17       | 31,396    |
| 공릉1동   | 孔陵1洞   | 1.41       | 38,323    |
| 공릉2동   | 孔陵2洞   | 6.82       | 40,443    |
| 하계1동   | 下溪1洞   | 1.55       | 28,687    |
| 하계2동   | 下溪2洞   | 0.51       | 23,258    |
| 중계본동  | 中溪本洞  | 1.97       | 25,804    |
| 중계1동   | 中溪1洞   | 0.63       | 27,979    |
| 중계2.3동 | 中溪2.3洞 | 0.90       | 36,609    |
| 중계4동   | 中溪4洞   | 1.70       | 21,259    |
| 상계1동   | 上溪1洞   | 5.62       | 39,955    |
| 상계2동   | 上溪2洞   | 0.61       | 21,044    |
| 상계3.4동 | 上溪3.4洞 | 5.05       | 25,697    |
| 상계5동   | 上溪5洞   | 1.01       | 25,335    |
| 상계6.7동 | 上溪6.7洞 | 1.11       | 34,492    |
| 상계8동   | 上溪8洞   | 0.67       | 23,904    |
| 상계9동   | 上溪9洞   | 0.81       | 21,825    |
| 상계10동  | 上溪10洞  | 0.80       | 16,555    |
| 노원구    | 蘆原區    | 35.44      | 532,905   |

## 인구
서울특별시 노원구의 연도별 인구(내국인) 추이
| 연도   | 총인구    |
| ------ | --------- |
| 1990년 | 479,867명 |
| 1995년 | 569,150명 |
| 2000년 | 605,825명 |
| 2005년 | 603,238명 |
| 2010년 | 584,906명 |
| 2015년 | 562,996명 |

## 교통
- 경원선이 노원구를 지난다.

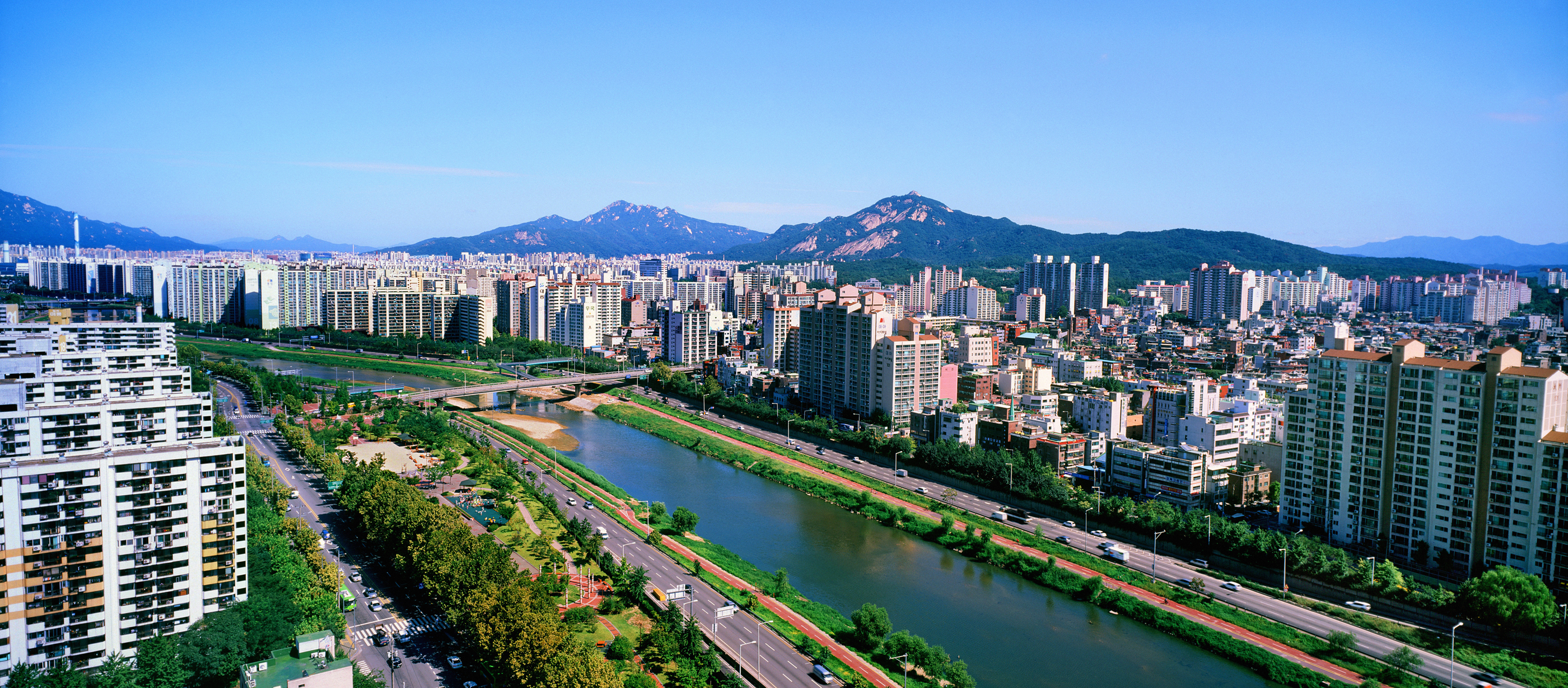
노원구 전경

- 수도권 전철 4호선과 6호선, 7호선이 노원구를 지나며, 노원역, 석계역, 태릉입구역 등의 환승역과 4호선 당고개역 그리고 4호선 창동차량기지가 있다.
- 동부간선도로가 중랑천변을 따라 건설되어 있으며 남쪽의 중랑구와의 경계위로 북부간선도로가 지난다.

### 철도
과거에는 광운대역(성북역)에서 경춘선 무궁화호, 통일호, 비둘기호를 탈 수 있었으나 현재는 KTX, 새마을호, 무궁화호, 통근열차, 누리로 등 일반 열차를 타려면 서울역 (경부선, 경전선, 충북선 (누리로), 동해선), 용산역 (호남선, 전라선, 장항선), 청량리역 (중앙선, 태백선, 영동선)으로 가야 한다.
- 코레일

- ● 수도권 전철 1호선

(도봉구) ← 월계역 - 광운대역 - 석계역 → (동대문구)
- ● 수도권 전철 경춘선

광운대역 → (중랑구)
- 서울교통공사

- ● 수도권 전철 4호선

(남양주시) ← 불암산역 - 상계역 - 노원역 → (도봉구)
- ● 서울 지하철 6호선

(성북구) ← 태릉입구역 - 화랑대역 → (중랑구)
- ● 서울 지하철 7호선

(도봉구) ← 수락산역 - 마들역 - 노원역 - 중계역 - 하계역 - 공릉역 - 태릉입구역 → (중랑구)
- 서울 지하철 2호선 왕십리역과 중계동 은행사거리, 수도권 전철 4호선 상계역을 잇는 지하 경전철 동북선이 2021년 착공하여 2025년 개통할 예정이다.

## 주요 기관
- 노원구청
- 서울노원경찰서
- 서울노원소방서
- 도로교통공단 도봉운전면허시험장

## 교육 기관

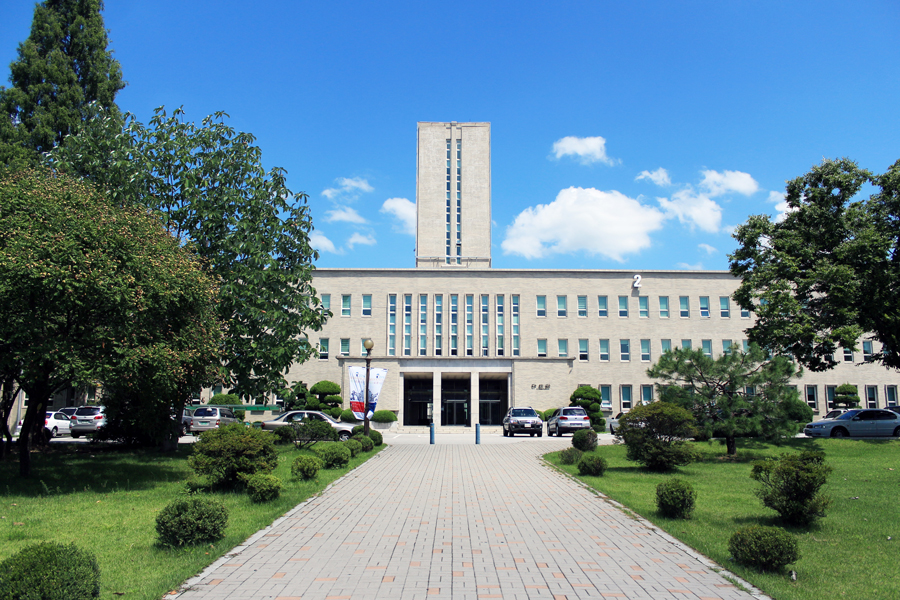
서울과학기술대학교

- 국공립대학교

|  | - 서울과학기술대학교 - 육군사관학교 |

- 사립대학교

|  | - 광운대학교 - 삼육대학교 - 서울여자대학교 - 한국성서대학교 |

- 사립전문대학

|  | - 인덕대학 |

- 고등학교

|  | - 경기기계공업고등학교 - 광운전자공업고등학교 - 노원고등학교 - 대진고등학교 - 대진여자고등학교 - 동산정보산업고등학교 - 미래산업과학고등학교 | - 불암고등학교 - 상계고등학교 - 상명고등학교 - 서라벌고등학교 - 서울아이티고등학교 - 수락고등학교 - 염광고등학교 | - 염광여자메디텍고등학교 - 영신간호비즈니스고등학교 - 영신여자고등학교 - 용화여자고등학교 - 월계고등학교 - 인덕공업고등학교 | - 재현고등학교 - 청원고등학교 - 청원여자고등학교 - 한국삼육고등학교 - 혜성여자고등학교 |

- 평생교육

|  | - 청암고등학교·중학교 |

- 중학교

|  | - 공릉중학교 - 광운중학교 - 노원중학교 - 노일중학교 - 녹천중학교 - 불암중학교 - 상경중학교 | - 상계제일중학교 - 상계중학교 - 상명중학교 - 상원중학교 - 수락중학교 - 신상중학교 - 신창중학교 | - 염광중학교 - 온곡중학교 - 월계중학교 - 을지중학교 - 재현중학교 - 중계중학교 - 중원중학교 | - 중평중학교 - 청원중학교 - 태랑중학교 - 하계중학교 - 한천중학교 |

- 특수학교

|  | - 서울동천학교 - 서울정민학교 - 아시아퍼시픽국제외국인학교 - 한국기독교100주년기념외국인학교 |

## 관광

### 문화재
- 서울 이윤탁 한글영비 - 보물 제1542호
- 서울 태릉과 강릉 - 사적 제201호
- 서울 초안산 분묘군 - 사적 제440호
- 삼군부청헌당 - 서울특별시 유형문화재 제16호
- 연령군이훤신도비 - 서울특별시 유형문화재 제43호
- 정간공이명묘역 - 서울특별시 유형문화재 제55호
- 충숙공이상길묘역 - 서울특별시 유형문화재 제70호
- 학도암마애관음보살좌상 - 서울특별시 유형문화재 제124호
- 본존불 - 서울특별시 유형문화재 제281-1호
- 향우측협시상 - 서울특별시 유형문화재 제281-2호
- 향좌측협시상 - 서울특별시 유형문화재 제281-3호
- 학림사 석조약사여래삼불좌상 및 복장유물 - 서울특별시 유형문화재 제336호
- 불암산성 - 서울특별시 기념물 제32호
- 월계동각심재 - 서울특별시 민속문화재 제16호
- 학림사석불좌상 - 서울특별시 문화재자료 제32호
- 공릉동 구 서울 공과대학 - 등록문화재 제12호
- 화랑대역 - 등록문화재 제300호
- 서울산업대학교 대륙관 - 등록문화재 제369호

## 스포츠
노원구 공릉동에는 국내 유일의 종합트레이닝 센터인 태릉선수촌이 위치해 있다.

### 축구
- 서울 유나이티드 (챌린저스리그)
- 김한민 축구팀

## 상업시설

### 백화점, 아울렛
- 롯데백화점 노원점 (동일로 1414)(상계동)
- 세이브존 노원점 (한글비석로 57)(하계동)
- 2001 아울렛 중계점 (동일로 204가길  46)(중계동)

### 대형마트,창고형마트
- 이마트 타운 월계점(이마트 월계점·이마트 트레이더스 월계점) (마들로3길 15)(월계동)
- 홈플러스 중계점 (동일로 204가길 12)(중계동)
- 롯데마트 중계점 (노원로 330)(중계동)
- 세이브존 노원점 (한글비석로 57)(하계동)

### 영화관
- CGV 하계 (서맡로 258, 건영백화점 지하1층)(중계동)
- CGV 중계 (동일로 204가길 12, 홈플러스 8층)(중계동)
- 롯데시네마 수락산 (동일로 1660)(민락동)
- 롯데시네마 노원 (동일로 1414, 롯데백화점 노원점 10층)(상계동)

## 결연 관계
노원구는 대한민국의 여섯 곳과 일본, 대만, 중화인민공화국의 한 곳과 자매결연 관계를 맺고 있다. 또한 미국의 어바인과는 자매결연 관계와 유사한 우정도시 관계를 맺고 있으며, 터키 이스탄불 에미뇌뉘 구와는 상호 협력 관계에 있다.

## 케이블 방송사
- 딜라이브 노원케이블방송
- SK브로드밴드 노원방송

## 갤러리
- 서울과학기술대학교 전경
- 광운대역 승강장
- 석계역 6호선 승강장에 있는 환승역 관련 띠
- 서울 지하철 7호선 노원역의 승강장 전경
- 서울 지하철 7호선 중계역 승강장으로 내려가는 길목
- 태릉국가대표선수촌 국제스케이트장의 모습
- 번창운수 소속 서울 마을버스 노원15번 (구 지선버스 1161번)
- 수락산역사거리 인근을 통과하고 있는 동일로의 모습
- 재개발이 진행중인 상계 3, 4동의 모습
- 수도권 전철 4호선 당고개역의 모습
- 노원 문화의거리의 야경
- 당현천 근처에 피어 있는 벚꽃과 개나리 사이로 보이는 상계주공4단지 412동의 모습. 상계주공4단지 412동은 대한민국 최초의 25층 높이의 고층 아파트이다.
- 노원구 아파트들의 모습
- 도봉운전면허시험장의 모습
- 씨드큐브 창동에서 내려다 본 노원역 일대